# Sphyraena barracuda

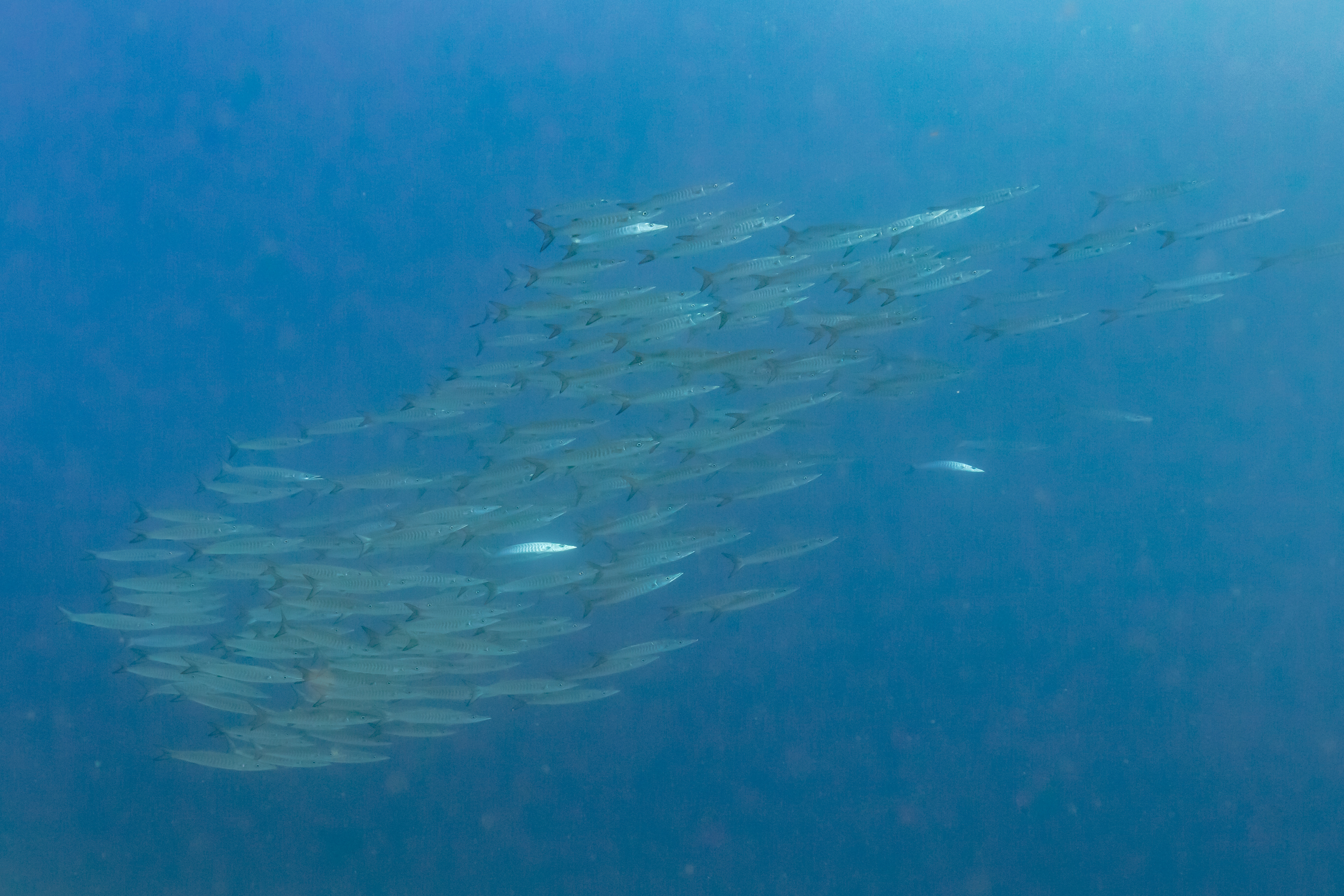
Banco di barracuda

Il grande barracuda (Sphyraena barracuda) è un pesce d'acqua salata della famiglia degli Sphyraenidae.

## Distribuzione e habitat
Vive nelle acque tropicali e subtropicali di tutti gli oceani.
Gli esemplari giovani vivono nelle acque basse costiere, prevalentemente tra le mangrovie e le scogliere. Gli adulti vivono pressoché ovunque, dai porti, alle baie alle acque pelagiche.

## Descrizione

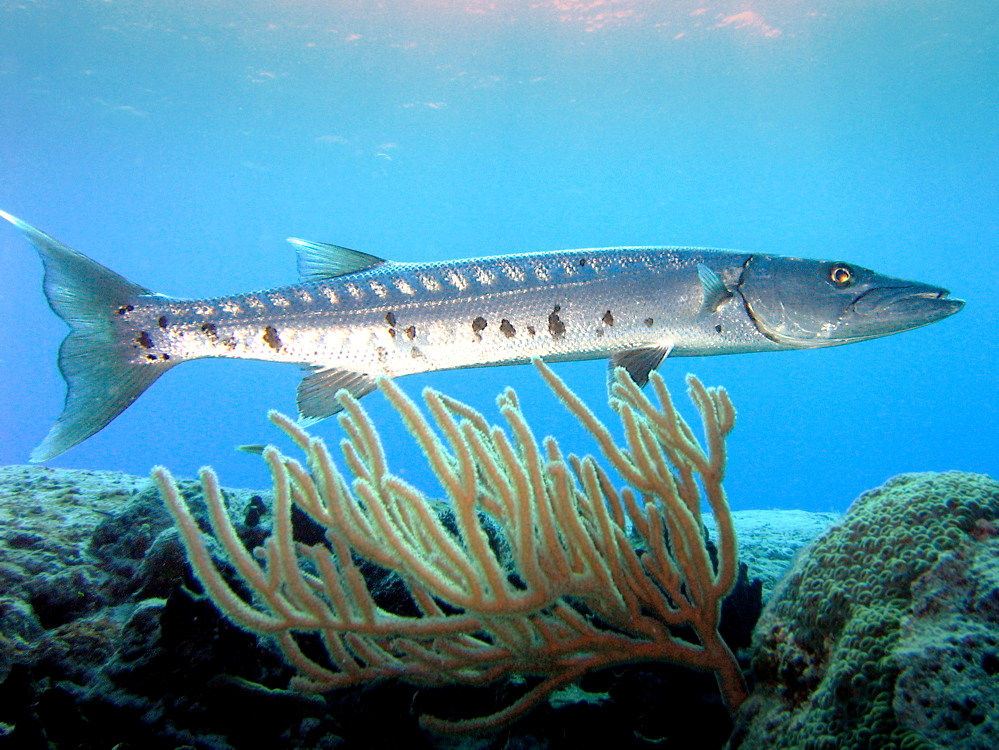
Un barracuda a Cozumel

Il corpo è fusiforme, estremamente allungato, con dorso e ventre orizzontali, leggermente obliqui verso il lungo e potente peduncolo caudale. La testa è affusolata, con due potenti mascelle fornite di denti aguzzi. Le pinne sono corte e appuntite, la coda è larga e fortemente forcuta.
La livrea è argentea, con molte strisce scure verticali lungo i fianchi, e pinne brune.
Tra i barracuda è quello di maggiore taglia potendo raggiungere 1,8 e raramente i 2 m di lunghezza, e peso sino a 50 kg.

## Prede e predatori
Si nutre prevalentemente di pesci e di calamari.
Nelle fasi giovanili è preda della lampuga.

## Pesca
I barracuda vengono utilizzati spesso sia come cibo che come esca. Sono spesso consumati sotto forma di filetti o bistecche. Le specie più grandi, come il grande barracuda, invece sono state collegate in vari casi di avvelenamento alimentare da ciguatera. Coloro che sono stati diagnosticati con questo tipo di avvelenamento alimentare manifestano sintomi di disagio gastrointestinale, debolezza agli arti e incapacità di distinguere efficacemente il caldo dal freddo.
Gli abitanti dell'Africa occidentale li affumicano per utilizzarli in zuppe e salse. L'affumicatura protegge la carne morbida dal disintegrarsi nel brodo e le conferisce un sapore affumicato.

## Acquariofilia
Questo pesce è spesso ospite, come altri suoi congeneri, in acquari pubblici.

## Rapporti con l'uomo
Gli attacchi agli esseri umani sono documentati ma sono rari, effettuati di solito con un rapido morso che provoca seri danni, ma raramente risulta letale per la vittima.
Si pensa che l'attacco sia provocato dallo scintillare di oggetti metallici (collane, bracciali, coltelli da sub) che i barracuda scambierebbero per pesce azzurro.

## Nella cultura di massa
Appare nel film d'animazione Disney Pixar Alla ricerca di Nemo.